# قطعنامه ۱۱۷۷ شورای امنیت
قطعنامه ۱۱۷۷ شورای امنیت سازمان ملل متحد که در تاریخ ۲۶ ژوئن ۱۹۹۸ تصویب شد، سندی بین‌المللی دربارهٔ بررسی وضعیت میان اریتره و اتیوپی است. این قطعنامه طی نشست ۳۸۹۵ام با ۱۵ رای موافق، ۰ مخالف و ۰ ممتنع تصویب شد.